# Tortiglione
Tortiglione è un termine utilizzato in araldica per indicare una figura dello scudo: il cercine che fascia la fronte e nuca delle teste di moro.
Taluni araldisti preferiscono il termine tortiglio, che altri invece riservano alla corona da barone. Qualche volta è utilizzato, impropriamente, per indicare il cercine.

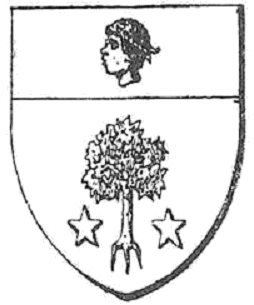
Teste di moro attortigliate d'argento (Regno di Sardegna)
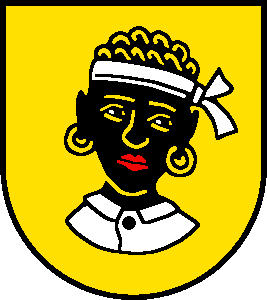
Testa di moro con tortiglione d'argento (Flumenthal, Svizzera)